# Hélène Becquelin
Hélène Becquelin est une auteure de bande dessinée, blogueuse et graphiste suisse née le 18 mars 1963 à Saint-Maurice.

## Biographie
Hélène Becquelin naît d'un père mécanicien et d'une mère au foyer. Elle grandit en Valais, à Saint-Maurice, avec son frère Philippe et sa sœur Laurence. Hélène et Philippe Becquelin suivent leurs études aux Beaux-Arts de Lausanne. La graphiste s'installe à Lausanne en 1989 avec son conjoint, Yves Mottet, mathématicien. Elle exerce son métier auprès de sociétés de publicité puis elle devient mère au foyer pendant dix ans pour élever ses deux enfants. En 2006, elle créé son blog, Angry Mum, inspirée par Lynda Corazza et Lisa Mandel, dans laquelle l'artiste dépeint la vie quotidienne d'une mère de deux enfants. Le blog fait ensuite l'objet de deux albums publiés chez Glénat à partir de 2010. 
Hélène Becquelin participe également à des ouvrages collectifs, comme Webtripe (2013), Héro(ïne)s (qui consiste à créer une version féminine de personnages célèbres de la bande dessinée, paru fin 2016) et elle collabore avec Femina, où paraît une bande dessinée sur une lycéenne prénommée Lina. Elle illustre également un ouvrage de Jérôme Estèbe : Corsaires & casseroles, recettes salées pour moussaillons gourmands (éd. Koocook, 2009).
Le frère d'Hélène Becquelin décède fin 2016 d'un cancer, ce qui inspire à l'auteure une bande dessinée autobiographique sur leur enfance : Adieu les enfants. Dans le cadre du festival BD-FIL en 2017, les illustrations sont exposées à la Galerie RichterBuxtorf. 
Elle se déclare profondément influencée par Nikita Mandryka, Loustal, Hugo Pratt et Petzi.

## Œuvres
- Angry Mum (scénario, dessin et couleurs)

1. Angry Mum s'énerve, Glénat, coll. Glénat Humour, août 2010  (ISBN 978-2-940446-16-2)
2. Angry Mum voit rouge, Glénat, coll. Glénat Suisse, septembre 2012  (ISBN 978-2-940446-33-9)

- Adieu les enfants, éd. Antipodes, coll. Trajectoires

1. Tome 1, mai 2018  (ISBN 978-2889011469)
2. Tome 2, septembre 2019  (ISBN 978-2-88901-163-6)

- 1979, Lausanne, éd. Antipodes, coll. « Trajectoires », 2020 (ISBN 978-2-88901-184-1)
- Élisa Shua Dusapin, Hélène Becquelin et Christophe Sturzenegger, Le colibri, Genève, La Joie de lire, 2022, 160 p. (ISBN 978-2-88908-593-4)Prix suisse du livre jeunesse 2023

## Distinctions
2023 Prix suisse du livre jeunesse pour Le colibri